# Jelenska (potok)
Potok Jelenska je potok smješten u Gornjoj Jelenskoj. Glavni vodotok predstavlja potok Jelenska, domaći nazivaju potok Jelenka koji izvire podno Mjeseca i Nasipa. U izvornom, sve do Gornje Jelenske, prima mnoge pritoke.U prošlosti taj potok zvao se Obžev a danas je to samo utok potoka u rijeku Lonju... Na potoku su pronađeni prema gradu Jelengradu (13.st.) naznake manifakture i vađenje šljunka i kamenja te određeni ribnjaci i pašnjaci( Pod Jelengradem)...Potok Jelenska prolazi kroz Gornju Jelensku i na sebe uzima razne pritoke potoka (Potok Tičarica-povijesno mjesto,na kojem je bio najstariji mlin na Garič planini i od kojeg su Moslavački Pavlini(stalež) uzimali nacrte za svoje mlinove u potoku Kamenjača u Mikleuškoj). Potok Jelenska čine izvori Mala i Velika Kamenica te se potok tek formira na početku sela kod nekadašnje "Stare Lugarnice" u Kamenici i protiče sve do Lonje kroz Gornju i Dolnju Jelensku i Polje Jelenska te utječe u Lonju pot uščem Obžev.
Potok je mještanima služio većinom za vađenja pijeska za obnovu kuća...

## Vanjske poveznice
- Gornja Jelenska